# Ва Лон
Ва Лон (англ. Wa Lone) — лауреат Пулитцеровской премии и репортёр Reuters в Мьянме, получивший известность благодаря расследованию о гонениях и казнях мусульманского меньшинства рохинджа. В конце 2017 года его вместе с коллегой Кяу Су Оо арестовали якобы за нарушение Закона о государственной тайне. Журналистов приговорили к семи годам лишения свободы, хотя улики против них были сфабрикованы. Дело получило широкий общественный резонанс, и в 2019 году журналистов выпустили на свободу после президентской амнистии.

## Карьера и ранняя жизнь
Ва Лон родился в семье фермеров, выращивавших рис в деревне в Кин Пьите к северу от города Мандалай. Окончив школу в 16 лет, юноша поступил в Государственный технический университет. Но он не завершил курс, так как семья не могла спонсировать обучение. К 2004 году он переехал в Моламьяйн, где жил в буддийском монастыре вместе с дядей. В обмен на жильё Ва Лон убирал и готовил еду для монахов, одновременно он основал бизнес по оказанию фотоуслуг с одним из своих братьев. В декабре 2010 года молодые люди переехали в Янгон, где продолжили своё дело. Параллельно Ва Лон поступил в журналистскую школу и начал изучать английский. Вскоре он устроился в еженедельник People’s Age, где работал под началом Пе Мьинта, занявшего позднее пост министра информации Мьянмы. Во время работы для Myanmar Times, где он освещал парламентские выборы в 2015 году, журналист познакомился со своей будущей женой Пан Эй Мон.
В 2016 году репортёр присоединился к Reuters, для редакции которого он писал о захвате территорий военными и убийстве политика Ко Ни, а также обнаружил доказательства казней, совершённых солдатами на северо-востоке страны. Его репортаж о кризисе в штате Ракхайн в октябре 2016 года отметило Общество издателей Азии. Через два года корреспондент вошёл в команду Reuters, разоблачившую военных, ответственных за преследование мусульман рохинджа. В 2019-м материалы были отмечены Пулитцеровской премией за международный репортаж.
Ва Лон является соучредителем проекта благотворительного фонда Third Story Project, который с 2014 года распространяет истории, поощряющие толерантность между различными этническими группами Мьянмы. Компания также публикует детские книги на английском и местных языках. Одну из них, посвящённую экологическим проблемам страны, в 2015-м написал Ва Лон.

## Задержание и арест
В декабре 2017 года во время расследования преследований племени рохинджа и нарушений прав человека в Мьянме журналисты Ва Лон и Кяу Су Оо были арестованы. Репортёров обвиняли в нарушении Закона о государственной тайне, так как полицейские нашли у них военные документы. Однако представители журналистского и международного сообществ были уверены, что корреспонденты Reuters пострадали из-за своей работы над табуированной в стране темой. Во время задержания они расследовали обстоятельства казни десятерых человек, произошедшей 2 сентября 2017 года в деревне Инн Дин на севере Ракхайна. Опубликованные Reuters статьи об их убийстве и массовом захоронении вошли в сентябрьский доклад Организации Объединённых Наций о геноциде, а дело Ва Лона и Кяу Су Оо стало примером подавления гражданских институтов и критики правительства.
Во время заседания суда офицер полиции Мо Ян Наинг сообщил, что его начальство организовало встречу с журналистами, чтобы незаметно подложить им «секретные документы». Файлы были спрятаны в газете, которую полицейские передали Ва Лону и Кяу Су Оо. Но корреспондентов не освободили, даже когда стало известно о сфабрикованности улик. В сентябре 2018 года их приговорили к семи годам лишения свободы. Такое решение было воспринято как посягательство на свободу прессы и вызвало вопросы о демократичности режима в Мьянме.
Дело привлекло широкое внимание общественности. В защиту Ва Лона и Кяу Су Оо выступали журналисты, художники, организации PEN Америка и «Репортёры без границ». Суд дважды отклонял апелляции адвокатов. Но в мае 2019 года журналисты вышли на свободу после президентской амнистии. Всего они провели в тюрьме на окраине Янгона почти полтора года. Амнистию положительно восприняли профессиональные и международные сообщества. Например, Международная федерация журналистов назвала её «шагом к свободе прессы в Мьянме» и призвала правительство снять все неурегулированные обвинения против журналистов в стране. По словам представителя ООН Кнута Остби, их освобождение стало «шагом на пути к свободной прессе и сигналом становления демократии в Мьянме».

## Награды и признание
Заслуги Ва Лона и Кяу Су Оо в освещении кризисов в Мьянме отмечены Премией Осборна Эллиотта за достижения в азиатской журналистике, Премия Джорджа Полка, Премией Amnesty International, Премией Гильермо Кано за вклад в дело свободы печати, Международной премией за свободу прессы от CJFE и рядом других наград. Кроме того, их заслуги оценили Общество издателей Азии, PEN Америка, Ассоциация иностранной прессы, Северо-Западный университет и другие профессиональные организации. Журнал Time назвал Ва Лона «Человеком 2018 года».